# Lillcirkel

En lillcirkel på en sfär definieras av ett plan som inte går genom sfärens medelpunkt.

En lillcirkel är inom geometri en cirkel på en sfär som inte är en storcirkel.
En lillcirkel definierar ett plan som inte innehåller sfärens medelpunkt (och därmed inte heller dess diameter) och varje plan som skär sfärens yta och ej går genom dess medelpunkt (och därför inte heller innehåller en diameter till sfären) definierar en lillcirkel.
Eftersom det största möjliga rätlinjiga avståndet mellan två punkter på en sfärs yta är en diameter, har en lillcirkel alltid mindre diameter (och därmed även radie) än sfären (och storcirklarna på densamma), vilket har som direkt följd att en lillcirkel har större krökning än sfären och storcirklarna på densamma.
Det plan som definieras av en lillcirkel är parallellt med ett och endast ett storcirkelplan och en sådan lillcirkel är en parallellcirkel till detta plan (och denna storcirkel). Den är även parallellcirkel till de övriga parallellcirklarna till planet och även storcirkeln själv räknas som en parallelcirkel (parallellcirklar är alltså de cirklar som bildas av med varandra inbördes parallella skärningsplan). Inom geodesi har punkterna på en parallellcirkel till ekvatorialplanet (och ekvatorn) samma latitud. Inom astronomi har punkterna på en parallelcirkel till himmelsekvatorn samma deklination och på en parallellcirkel till horisontalplanet samma altitud.
Eftersom den kortaste vägen mellan två punkter på en sfärs yta (en ortodrom) alltid är en storcirkelbåge, följer direkt att en lillcirkelbåge inte kan vara den kortaste vägen.

## Lillcirkelplanet och lillcirkelns medelpunkt
En inre punkt M = (xM, yM, zM) i en sfär, skild från sfärens medelpunkt O = (0, 0, 0), definierar en medelpunkt i en och endast en lillcirkel. Normalplanet till ortsvektorn {\displaystyle {\vec {OM}}=(x_{M}-0,y_{M}-0,z_{M}-0)=(x_{M},y_{M},z_{M})} i punkten M, det vill säga planet som innefattar lillcirkeln som har M som medelpunkt, har således ekvationen
{\displaystyle x_{M}(x-x_{M})+y_{M}(y-y_{M})+z_{M}(z-z_{M})=0}